# Boczkó Gábor
Boczkó Gábor Gyula (Tapolca, 1977. április 1. –) világ- és Európa-bajnok, olimpiai ezüst-és bronzérmes magyar párbajtőrvívó, Hornyák Ágnes válogatott kézilabdázó férje.

## Sportpályafutása
1993-as kadett világbajnokságon ezüstérmet szerzett. Ugyanebben az évben a junior Európa-bajnokságon 10. lett. Az 1994-es utánpótlás világbajnokságon a juniorok között első, a kadetteknél harmadik volt. A junior Eb-n a 32 között kiesett. A következő évben a junior vb-n egyéniben 11., a vegyes csapatversenyben hetedik lett. A junior Eb-n 11. helyezést szerzett. Az 1996-os junior világbajnokságon aranyérmes, az Európa-bajnokságon hatodik lett. A felnőtt Eb-n a 32 között kiesett.
Az 1997-es junior vb-n kiesett. Az universiadén egyéniben a 32-ig jutott, csapatban (Imre Géza, Zsigmond Tamás, Andrásfi Tibor) ezüstérmes volt. A felnőtt Európa-bajnokságon első helyen végzett. 1999-ben az Európa-bajnokságon a 16 között kiesett, csapatban (Imre, Kulcsár Krisztián, Kolczonay Ernő) hetedik volt. Az universiadén egyéniben kiesett, csapatban (Imre, Kolczonay Gábor) hatodik volt. 2000-ben a Honvéddal második lett a párbajtőr BEK-ben.
A 2001-es Európa-bajnokságon nyolcadikként zárt, csapatban (Kulcsár, Kovács Iván, Somfai Péter) negyedik lett. Az universiadén a 32-ig jutott, csapatban (Fekete Attila, Imre) 11. volt. 2002-ben harmadik lett a BEK-ben. Az Európa-bajnokságon ismét egyéni aranyérmet nyert. Csapatban (Kovács, Fekete, Imre) nyolcadikként fejezte be a versenyt. 2003-ban megvédte Eb elsőségét. A csapatversenyben (Imre, Fekete, Kovács) ötödik helyezést ért el. Az universiadén egyéniben 12., csapatban (Horváth Árpád, Pádár Tamás) harmadik lett. Első világbajnokságán egyéniben a 31., csapatban (Kulcsár, Imre, Fekete) a 13. helyen végzett. Az athéni olimpián a 32 között esett ki, és 18. lett. Csapatban (Kulcsár, Imre, Kovács) ezüstérmet szerzett.
A 2005-ös Európa-bajnokságon egyéniben 17., csapatban (Imre, Fekete, Kovács) bronzérmes volt. A világbajnokságon 37., csapatban (Imre, Fekete, Kovács) negyedik helyezést szerzett. 2006-ban az Európa-bajnokságon egyéniben 21., csapatban (Imre, Fekete, Kovács) aranyérmes lett. Júliusban megnyerte a 2005–2006-os világkupa-sorozatot. A világbajnokságon egyéniben 9., csapatban (Kovács, Imre, Fekete) negyedik helyen végzett. 2007-ben az Európa-bajnokságon ötödik lett. Csapatban (Imre, Kovács, Kulcsár) megvédték kontinenselsőségüket. A világbajnokságon kiesett, és 33. lett. Csapatban (Imre, Kovács, Kulcsár) a dobogó harmadik fokára állhattak. A 2008-as Európa-bajnokságon a legjobb nyolc között esett ki. Csapatban (Imre, Kovács, Kulcsár) ezúttal ezüstérmesek voltak. A pekingi olimpián az elődöntőig jutott, végül negyedik helyezést ért el. Csapatban (Imre, Kovács, Kulcsár) ötödik helyen zártak.
A 2009-es Európa-bajnokságon egyéniben bronz-, csapatban (Imre, Rédli András, Somfai) aranyérmet nyert. A világbajnokságon 33. volt. Csapatban (Imre, Rédli, Somfai) ezüstérmet szerzett. 2010-ben BEK-győztes lett a Honvéddal. Az Európa-bajnokságon egyéniben ezüst-, csapatban (Imre, Somfai, Pádár Tamás) aranyérmes lett. Ezt követően egy edzésen elszakadt a bokaszalagja. A világbajnokságon egyéniben és csapatban (Imre, Rédli, Somfai) is bronzérmet szerzett. A 2011-es Európa-bajnokságon 11. helyezést ért el. Csapatban (Imre, Rédli, Somfai) ezüstérmes volt. A világbajnokságon a 64 között kiesett. Csapatban (Imre, Somfai, Szényi Péter) második helyen végeztek. 2012-ben a csapat világbajnokságon (Imre, Rédli, Somfai) bronzérmes lett. Az Európa-bajnokságon a selejtezőben kiesett. Csapatban (Imre, Somfai, Szényi) ismét ezüstérmet nyertek. Az olimpiára nem sikerült kijutnia.
A 2013-as Európa-bajnokságon a 64 között esett ki. Csapatban (Rédli, Imre, Szényi) sorozatban harmadik ezüstérmét nyerte meg. A Budapesten rendezett 2013-as vívó-világbajnokságon világbajnok lett az Imre Géza, Rédli András és Szényi Péter alkotta magyar férfi párbajtőrcsapattal. Az egyéni versenyben ötödik volt. A 2014-es Európa-bajnokságon egyéniben a 32, csapatban (Imre, Rédli, Somfai) a nyolc között esett ki. A világbajnokságon a legjobb 64-ig jutott, csapatban nyolcadik lett. 2015-ben az Európa-bajnokságon bronzérmes lett. Csapatban (Imre, Rédli, Somfai) hetedik lett. A világbajnokságon egyéniben a 18. helyen végzett. Csapatban (Imre, Rédli, Somfai) hatodik volt. 2016-ban az Európa-bajnokságon egyéniben 21., csapatban 13. volt. A 2016-os olimpián a párbajtőr egyéni küzdelmeiben a nyolcaddöntőben búcsúzott, ott Imre Gézától kapott ki 15-8-ra. Csapatban (Imre Gézával, Rédli Andrással és Somfai Péterrel) bronzérmet szerzett.

## Családja
Felesége Hornyák Ágnes magyar válogatott kézilabdázó. Gyermekük, Áron 2013 áprilisában született.

## Sportvezetőként
A Magyar Vívó szövetség marketing- és PR-igazgatója. 2017-től az Európai Vívószövetség végrehajtó bizottságának tagja., nem sokkal később a magyar szövetség főtitkára lett. Később a  Magyar Vívószövetség sportigazgatója lett. 2021-ben ismét beválasztották az Európai szövetség végrehajtó bizottságába. 2022 januárjában a felnőtt magyar vívó válogatott szövetségi kapitánya lett.

## Díjai, elismerései
- Az év magyar junior vívója (1996)
- Kiváló ifjúsági sportoló (1997)
- A Magyar Köztársasági Érdemrend lovagkeresztje (2004)
- Az év magyar vívója (2002, 2008, 2010, 2013)
- Magyar Fair Play-díj, cselekedet kategória (2011)
- A Magyar Érdemrend tisztikeresztje (2016)
- A Magyar Érdemrend parancsnoki keresztje (2024)[18]